# 加速壽命測試
加速壽命測試（Accelerated life testing）是指為了在短時間內發現潛在失效模式或是故障，在非正常的條件（例如應力、應變、溫度、電壓、振動率、壓強等）進行的測試。工程師分析產品在這些測試下的結果，可以預測產品的壽命以及多久需要進行一次保養
針對聚合物的測試，可以提昇溫度來縮短測試需要的時間。聚合物的許多機械特性（例如潛變、應力關係以及拉伸特性）和時間和溫度之間的關係滿足阿瑞尼斯方程式。在高溫下以較短的時間進行測試後，將以此資料外推，預測聚合物在室溫下的特性，避免在室溫下進行長時間（也較昂貴）的測試。

## 目的
加速壽命測試主要目的是縮短壽命測試的時間，常用在以下的情形：
- 低失效率：在正常條件下，就算用大量的樣品，以很長的時間進行測試，可能只有少數樣品失效，甚至沒有失效。
- 高壽命：產品的壽命比正常條件下可以進行的測試時間會長很多。.
- 產品的失效主要是在較長時間之後才出現[5]。

例如，一般條件下要測試幾年的電路可靠度測試，會需要在相當短的時間內完成。若測試是要評估電路多久要進行更換，那也適用於低失效的情形。若電路的失效是因為在正常使用下漸進的出現，而不是極端條件使用下出現（例如條件的突然變化），那也符合高壽命的條件。若產品失效的主因是因為突然的變化，比較適合用高加速壽命測試（HALT）來測試。

## 規劃測試
測試的規劃包括考慮哪些因素會影響測試目標，測試目標的哪些行為是已知的，希望從測試中獲得什麼資訊。

### 測試條件
所有影響測試目標的因素都需考慮進來，而且需要在各因素的不同層次上進行測試。應力水準越高，越會加速測試，但不能高到會改變失效原因或是改變其他可以量測到的反應。例如，讓電路加熱到元件材料的熔點會改變電路失效的方式。增加測試次數或是每次測試時的測試目標數量，可以增加在運作條件下預估測試目標行為的準確度。

### 選擇模型
模型是可以準確敘述測試目標的性能以及應力程度關係的方程式。這模型可以稱為是加速模型（acceleration model），其中的常數稱為加速因子（acceleration factors）。加速模型會和測試的材料種類或是元件種類有關。在高溫失效常用的加速模型是阿伦尼乌斯方程，溫度和濕度的失效是使用艾林方程，溫度循環則會用Blattau模型。
有時事先已知道要使用什麼模型，只需識別模型中的參數，此情形下，仍要確保使用的模型有經過良好的驗證。在一定範圍的應力因子下，要讓加速模型的外插法結果，和觀察到的結果之間一致。
若無法事先知道適合的模型，或是有數個可用的模型可以選擇，測試時也需要依測試的內容及結果來評估哪一個模型最適合。有時二個模型在高應力的情形下結果相近，但在低應力時卻有數個量級的差異。此問題可以用更大範圍的應力來處理，不過不能造成失效原因的變化。有一種可以在實驗前進行，用來讓這種差異最小化的作法是從測試估計期望獲得的資料，找到一個符合資料的模型，並且判斷若一切都如同預期，是否可以得到可靠的結果。

## 加速因子
加速因子對加速壽命測試結果的影響，需要找到測試物響應（如壽命、腐蝕、效率）以及加速因子隨時間變化程度之間的關係。
因子對時間的影響和量測的物理量相當有關。例如，量測壽命的試驗，只會看測試物的平均無故障時間（mean time to failure），也有可能會設法將資料擬合到某個概率分布。這一般會稱為壽命分佈，是產品某段時間內失效的機率密度函數。有許多這類的分佈，例如指数分布、韦伯分布、对数正态分布及伽玛分布。其中的參數和待測物以及其測試的應力因子有關。
考慮一個簡化的例子，一個待測物的壽命分佈符合常態分佈。在不同應力水準下測試，會得到不同的常態分佈參數，也就是平均值和標準差。接著可以用已知的模型來找出應力因子和分佈參數（平均值和標準差）之間的關係。接著可以用這個關係來估算在一般運作條件下的壽命。

## 相闗條目
- 研發
- 產品管理
- 使用年限（英语：Service life）
- 可靠度工程
- 高加速壽命測試
- 加速老化（英语：Accelerated aging）
- 加速失效時間模型（英语：Accelerated failure time model）
- 比例風險模式（英语：Proportional hazards model）
- 疲勞測試（英语：Fatigue testing）
- 故障注入（英语：Fault injection）